# Patrick Richard
Patrick Neal Richard II (Lafayette, 25 gennaio 1990) è un cestista statunitense naturalizzato rumeno.

## Statistiche

### College
| Anno      | Squadra         | PG  | PT | MP   | TC%  | 3P%  | TL%  | RP  | AP  | PRP | SP  | PP   |
| --------- | --------------- | --- | -- | ---- | ---- | ---- | ---- | --- | --- | --- | --- | ---- |
| 2008-2009 | McNeese Cowboys | 29  | 0  | 14,2 | 36,9 | 31,5 | 62,0 | 2,3 | 1,0 | 0,4 | 0,2 | 5,2  |
| 2009-2010 | McNeese Cowboys | 30  | 30 | 30,5 | 46,7 | 30,7 | 79,0 | 5,2 | 2,8 | 1,0 | 0,7 | 12,8 |
| 2010-2011 | McNeese Cowboys | 31  | 31 | 32,9 | 47,5 | 36,2 | 76,4 | 6,4 | 2,5 | 1,4 | 0,4 | 16,1 |
| 2011-2012 | McNeese Cowboys | 33  | 33 | 36,5 | 40,2 | 27,9 | 76,9 | 6,4 | 3,3 | 1,3 | 0,7 | 17,9 |
| Carriera  | Carriera        | 123 | 94 | 28,9 | 43,4 | 30,8 | 75,7 | 5,1 | 2,5 | 1,0 | 0,5 | 13,2 |

### Eurocup
| Anno      | Squadra  | PG | PT | MP   | TC%  | 3P%  | TL%  | RP  | AP  | PRP | SP  | PP   |
| --------- | -------- | -- | -- | ---- | ---- | ---- | ---- | --- | --- | --- | --- | ---- |
| 2022-2023 | U Cluj   | 17 | 12 | 28,6 | 42,5 | 28,1 | 85,7 | 4,1 | 4,4 | 0,7 | 0,0 | 11,6 |
| 2023-2024 | U Cluj   | 19 | 2  | 26,1 | 54,9 | 42,0 | 87,5 | 3,2 | 3,8 | 0,7 | 0,2 | 11,4 |
| Carriera  | Carriera | 36 | 14 | 27,3 | 48,4 | 34,2 | 86,5 | 3,5 | 4,0 | 0,7 | 0,1 | 11,5 |

## Palmarès

### Squadra
- Campionato rumeno: 3

U Cluj: 2020-2021, 2021-2022, 2022-2023
- Coppa di Romania: 3

U Cluj: 2020, 2023, 2024
- Supercoppa di Romania: 2

U Cluj: 2021, 2022

### Individuale
- All-Eurocup Second Team: 1

U Cluj: 2023-2024